# La Cueva de Roa
La Cueva de Roa är en ort i Spanien.   Den ligger i provinsen Provincia de Burgos och regionen Kastilien och Leon, i den centrala delen av landet, 140 km norr om huvudstaden Madrid. La Cueva de Roa ligger 768 meter över havet och antalet invånare är 108.
Terrängen runt La Cueva de Roa är platt åt nordost, men åt sydväst är den kuperad. La Cueva de Roa ligger nere i en dal. Runt La Cueva de Roa är det glesbefolkat, med 17 invånare per kvadratkilometer. Närmaste större samhälle är Roa, 3,5 km norr om La Cueva de Roa. Trakten runt La Cueva de Roa består till största delen av jordbruksmark.